# Андорра на зимових Паралімпійських іграх 2014
Андорра на зимових Паралімпійських іграх 2014 року була представлена 1 спортсменом в одному виді спорту.

## Гірськолижний спорт
Чоловіки
| Спортсмен        | Вид спорту                 | Забіг 1           | Забіг 1           | Забіг 1           | Забіг 2           | Забіг 2           | Забіг 2           | Остаточний/Всього | Остаточний/Всього | Остаточний/Всього |
| Спортсмен        | Вид спорту                 | Час               | Різн.             | Місце             | Час               | Різн.             | Місце             | Час               | Різн.             | Місце             |
| ---------------- | -------------------------- | ----------------- | ----------------- | ----------------- | ----------------- | ----------------- | ----------------- | ----------------- | ----------------- | ----------------- |
| Хав'єр Фернандес | Слалом, сидячи             | Не завершив забіг | Не завершив забіг | Не завершив забіг | Не завершив забіг | Не завершив забіг | Не завершив забіг | Не завершив забіг | Не завершив забіг | Не завершив забіг |
| Хав'єр Фернандес | Гігантський слалом, сидячи | Дискваліфікований | Дискваліфікований | Дискваліфікований | Дискваліфікований | Дискваліфікований | Дискваліфікований | Дискваліфікований | Дискваліфікований | Дискваліфікований |